# 奈韋拉平
奈韋拉平（英語：Nevirapine，NVP），是預防艾滋病的藥物，尤其是針對HIV-1感染。常見的銷售藥品名為 Viramune，一般會建議和其他抗反轉錄病毒藥物合併使用。本品可用於預防母嬰垂直感染，但不建議暴露感染風險之後才用藥。本品的給藥方式為口服。
副作用有起紅疹、頭痛、噁心、容易疲倦及引發肝病。肝病及紅疹可能會進展得很嚴重，在治療之初幾個月需進行檢查。孕婦使用本品似乎是安全無虞的。奈韋拉平是非核苷酸類逆轉錄酶抑制劑（NNRTI），藥效為阻斷逆轉錄酶的運作。
1996 年，奈韋拉平在美國核可為醫療用途。本品已列入世界衛生組織基本藥物標準清單，認可為醫療系統中安全有效的必需藥物，目前已有學名藥問世。2014 年，在開發中國家的每月藥費約在 2.16 至 16.62 美元之譜。美國2015年時，病患每月藥費通常會超過 200 美元。